# Lacistema aggregatum
Lacistema aggregatum är en tvåhjärtbladig växtart som först beskrevs av Peter Jonas Bergius, och fick sitt nu gällande namn av Henry Hurd Rusby. Lacistema aggregatum ingår i släktet Lacistema och familjen Lacistemataceae. Inga underarter finns listade i Catalogue of Life.